# Mistic
Mistic – polski zespół muzyczny wykonujący w stylu chorału gregoriańskiego covery rodzimych przebojów m.in. takich zespołów jak Bajm, O.N.A., DeMono, Perfect czy Varius Manx oraz solowych artystów jak Piasek, Maryla Rodowicz, Kasia Kowalska czy Ewelina Flinta. W kwietniu 2006 wyszła ich pierwsza płyta o takim samym tytule jak nazwa zespołu. Na płycie znalazło się 13 utworów.

## Dyskografia
| 2006                           | Mistic - Data: 27 marca 2006 - Wydawca: Warner Music Poland         | 18 |
| 2007                           | Kolędy Polskie - Data: 2007 - Wydawca: Warner Music Poland          | —  |
| 2011                           | Glorifica - Data: 18 kwietnia 2011 - Wydawca: MJM Music PL          | —  |
| 2012                           | Between Heaven & Earth - Data: 21 maja 2012 - Wydawca: MJM Music PL | —  |
| "—" pozycja nie była notowana. |                                                                     |    |

| Rok  | Tytuł                     |
| ---- | ------------------------- |
| 2006 | "Kiedy powiem sobie dość" |
| 2006 | "Wiara"                   |
| 2011 | "Glorifica (Remixes)"     |
| 2011 | "Tibi Sit Gloria"         |
| 2011 | "Glorifica"               |
| 2013 | "Apologize"               |